# گینونگاگپ
گینونگاگپ (Ginnungagap) که به معنی «شکاف عظیم» است، در کیهان‌شناسی نورس (نورس‌ها مردمان اسکاندیناوی هستند) گستره خالی و وسیع باستانی و اولیه‌ای است که پیش از پیدایش جهان هستی وجود داشته‌است. این گستره سپس نیفل‌هایم (سرزمین برف و یخ) و موسپل‌هایم (سرزمین ازلی آتش) را از هم جدا می‌کند.
در ابتدا، پیش از آنکه دنیای خدایان و انسان‌ها شکل بگیرد، از چشمهٔ هورگلمیر که در میان سرزمین‌های یخ زدهٔ نیفلهایم قرار داشت، یازده رودخانه که به نام الیواگار معروف هستند، سرچشمه گرفتند. بعد از گذشت دوره‌ای طولانی، آب الیواگار در نیفل‌هایم جریان پیدا کرد و وارد قسمت‌های شمالی گینونگاگپ شد و در آنجا منجمد گشت. این آب‌های منجمد، صفحات یخی بزرگی در میان پوچی پدید آوردند و هوای گرمی که از سوی موسپل‌هایم می‌آمد، مقداری از این یخ‌ها را آب کرد و بدین ترتیب منطقه‌ای از آب مایع در گینونگاگپ به وجود آمد که حیات نیز از همین مکان آغاز گشت.
اولین موجود زنده که در این مکان به وجود آمد هیولایی یخی به نام یمیر بود. همچنین به همراه یمیر ماده گاوی به نام اودوملا نیز هستی یافت.